# 加拿大國會

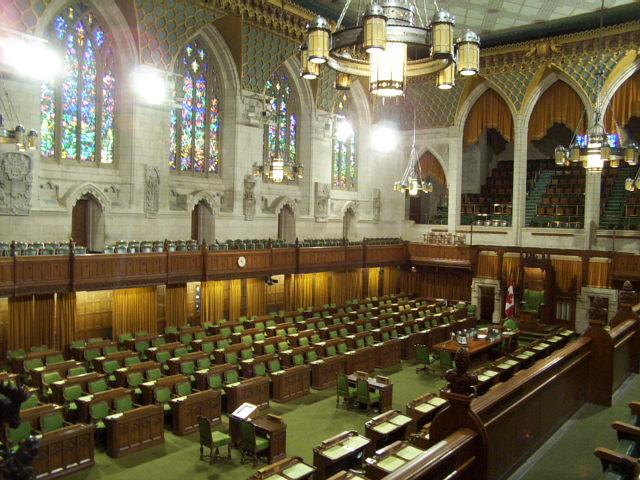
眾議院議事堂

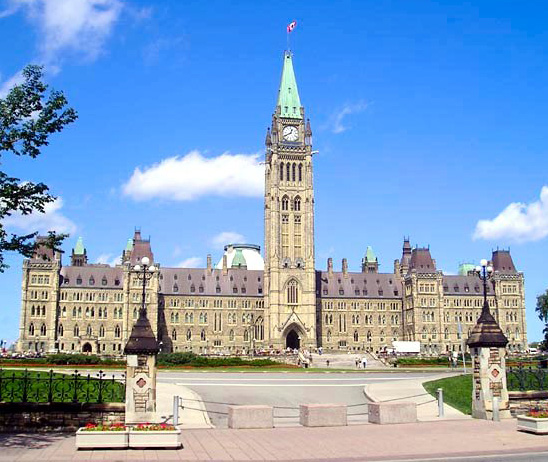
加拿大國會外觀

加拿大國會是加拿大政府的立法機關。加拿大國會位於首都渥太華的建築又被稱為「國會山莊」。根據《1867年憲法法案》第17條，加拿大國會包括君主、上議院和下議院。現在上議院的105位議員全部都是由總理提名後由總督委任。下議院的議員是由全國選舉直接產生，目前下議院共有343位議員。
下議院是國會權力的主要核心。君主的角色只是象徵式，而上議院通常不會駁回下議院已過的法案。而且，加拿大總理和內閣的任職需要下議院的信任（即是有下議院一半成員或以上的支持），但並不需要上議院的信任。

## 组成和权力

### 君主
「加拿大君主」是國家行政及立法機構的一部分，也是國家元首。由於君主並非居住於加拿大，所以他們都會以總督代表。總督實際的權力只限於簽署上下兩院通過的法案、於每個新會期開始時發表由政府撰寫的施政報告，以及（聽從總理的建議）解散下議院。

### 參議院
雖然理論上，加拿大參議院代表加拿大全國，總理可以選擇任何人，但上議院的所有成員都是經由委任方式產生。上議院議員的資格是年滿30歲，在所代表的省份擁有不少於4000元的物業和不少於4000元的財產。政府於1965年通過法案，將上議員的強制性退休年齡定為75歲。雖然在亞伯達省選舉中，選民可以選出下任亞省上議院議員的名單，加拿大總理並不必須根據這個名單來委任議員。

### 眾議院
加拿大眾議院是國會唯一由选举產生的部分。年滿18歲或以上的加拿大國民可以參選成為下議院議員。每一位下議院議員代表著全國不同選區。下議院的任期不可以超過5年。理論上，加拿大總理可以在任何時候要求總督解散下議院而宣佈重新大選。雖然加拿大國會於2007年通過法案，制定大選日期，但是法案並沒有能力阻止總督於任何時間解散國會。
雖然下議院的席位不可以少於282席，下議院的席位沒有上限。而且，下議院至少要分配1個席位給加拿大的地區。下議院的席位會根據每10年的人口普查來調整。加拿大總理、內閣、和加拿大聯邦政府的所有機構都要向下議院負責。
自第42屆國會起，下議院議員席位增加至343席。

## 程序
上下兩個議院都有議長一職。上議院議長是經總理推薦，由總督委任的。下議院議長是由下議院投票產生的。
理論上，兩院的議長都有投票權。但是實質上，由於要保持中立，議長大多數不會投票。議長只會在正反兩方票數相同時才投票。